# Гимн Албании
«Himni i Flamurit» (с алб. — «Гимн флагу») — государственный гимн Албании с 1912 года, в 1990—1999 годах — также государственный гимн самопровозглашённой Республики Косово (без официального статуса использовался на государственном уровне в частично признанной Республике Косово до 2008 года). Используется албанскими ирредентистами в Сербии, Черногории, Северной Македонии и Греции.
Впервые был опубликован как стихотворение «Свободу Албании» (алб. «Liri e Shqipërisë») албанским поэтом Асдрени (Александером Ставре Дренова) в 1912 году в Софии. Музыка написана румынским композитором Чиприаном Порумбеску предположительно в 1883 году для песни «Pe-al nostru steag e scris Unire».

## Текст
Как правило, исполняются только первые два куплета.